# MRPL2
MRPL2 (англ. Mitochondrial ribosomal protein L2) – білок, який кодується однойменним геном, розташованим у людей на 6-й хромосомі. Довжина поліпептидного ланцюга білка становить 305 амінокислот, а молекулярна маса — 33 301.
| 10         |  | 20         |  | 30         |  | 40         |  | 50         |
| ---------- |  | ---------- |  | ---------- |  | ---------- |  | ---------- |
| MALCALTRAL |  | RSLNLAPPTV |  | AAPAPSLFPA |  | AQMMNNGLLQ |  | QPSALMLLPC |
| RPVLTSVALN |  | ANFVSWKSRT |  | KYTITPVKMR |  | KSGGRDHTGR |  | IRVHGIGGGH |
| KQRYRMIDFL |  | RFRPEETKSG |  | PFEEKVIQVR |  | YDPCRSADIA |  | LVAGGSRKRW |
| IIATENMQAG |  | DTILNSNHIG |  | RMAVAAREGD |  | AHPLGALPVG |  | TLINNVESEP |
| GRGAQYIRAA |  | GTCGVLLRKV |  | NGTAIIQLPS |  | KRQMQVLETC |  | VATVGRVSNV |
| DHNKRVIGKA |  | GRNRWLGKRP |  | NSGRWHRKGG |  | WAGRKIRPLP |  | PMKSYVKLPS |
| ASAQS      |  |            |  |            |  |            |  |            |

A: Аланін

C: Цистеїн

D: Аспарагінова кислота

E: Глутамінова кислота

F: Фенілаланін

G: Гліцин

H: Гістидин

I: Ізолейцин

K: Лізин

L: Лейцин

M: Метіонін

N: Аспарагін

P: Пролін

Q: Глутамін

R: Аргінін

S: Серин

T: Треонін

V: Валін

W: Триптофан

Кодований геном білок за функціями належить до рибонуклеопротеїнів, рибосомних білків. 
Локалізований у мітохондрії.